# 국제 봅슬레이 스켈레톤 연맹
국제 봅슬레이 스켈레톤 연맹(프랑스어: Fédération Internationale de Bobsleigh et de Tobogganing)은 세계의 봅슬레이와 스켈레톤 스포츠를 관장하는 국제 기구이다. 1923년 프랑스 파리에서 창설되었으며, 2007년 기준으로 총 14개 국가의 봅슬레이 및 스켈레톤 협회가 가입되어 있다. 본부는 스위스 로잔에 위치해있다.

## 역사

### 봅슬레이

#### 초기
세계 최초의 봅슬레이 클럽은 1887년 스위스 장크트모리츠에서 생겨났다. 1914년까지 봅슬레이 대회는 자연 상태의 얼음 코스를 사용했다. 이후 1923년 국제 봅슬레이 터보거닝 연맹(FIBT)가 창설되었으며, 1924년에는 동계 올림픽 정식 종목으로 채택되었다. 프랑스 샤모니에서 열린 이 대회 봅슬레이 종목에서는 남자 4인 경기가 치러졌다. 1930년 남자 4인 경기만으로 이루어진 최초의 FIBT 세계 챔피언십이 스위스 코쉬르몽트르에서 열렸으며, 1930년 독일 오베르호프 대회에서는 최초로 남자 2인 경기가 포함되었다. 1935년에는 프랑스의 국제 루지 연맹(FIL)의 전신이었던 독일의 국제 썰매 스포츠 연맹(Internationaler Schlittensportsverband, ISSV)이 FIBT에 흡수되었다. 이후 루지 종목은 1957년 국제 루지 연맹이 분리되면서 FIBT에서 제외되었다.

#### 1950년대 이후
1952년 동계 올림픽에서 봅슬레이 기구 무게의 증가가 논란이 되면서, 기구의 무게에 대한 제한 규정이 신설되었다. 그 이후로 트랙과 봅슬레이 기구의 외형 및 구조 등이 대회의 공정성과 선수들의 안전을 위해 규정으로 제한되기 시작했다. 1960년 동계 올림픽에서는 트랙 건설 비용상의 문제로 봅슬레이가 정식 종목에서 제외되기도 했다. 1960·70년대에는 인공 얼음 트랙 설치 기술의 발달로 속도가 크게 향상되었다. 1980년대 들어 최초의 월드컵 대회가 열렸으며, 1990년대 초반에는 여자 대회가 생겨났다. 윈터베르크에서 열린 월드 챔피언십 대회에서 최초로 여자 2인 경기가 열렸으며, 동계 올림픽의 경우 2000년 솔트레이크시티 대회에서 최초의 여자 2인 경기가 열렸다.

### 스켈레톤

#### 초기
스켈레톤은 1984년 스위스에서 크레스타 런 대회의 일부로 시작되었다. 이 대회는 1907년 오스트리아로 개최 장소를 옮길 때까지 스위스에서 계속 개최되었다. 1926년 프랑스 파리에서 열린 FIBT 총회에서 스켈레톤을 스위스 장크트모리츠에서 열리게 될 1928년 동계 올림픽의 정식 정목으로 채택하는 데에 합의하였다. 이후 스켈레톤은 동계 올림픽에서 채택되지 않다가 20년 후 1948년 동계 올림픽이 또한번 장크트 모리츠에서 열리게 되었을 때 다시 정식 종목으로 채택되었다.

#### 동계 올림픽에서의 제외
1954년 그리스 아테네에서 열린 IOC 총회에서 동계 올림픽의 스켈레톤 종목을 루지로 대체하기로 결정되었다. 이로 인해 스켈레톤은 한동안 대중에게 잊혀진 스포츠가 되었다가, 1970년 봅슬레이 트랙을 그대로 사용할 수 있는 '봅슬레이 스켈레톤'이 개발되면서 다시 빛을 보게 되었다. 인공 트랙의 개발 또한 스켈레톤이 다시 대중화 되는 데에 도움이 되었다.

#### 대중화와 동계 올림픽 정식 종목 채택
1986년까지 FIBT는 세계 각국에 스켈레톤 트레이닝 스쿨을 설립하는 등 지속적인 투자를 하여 스켈레톤의 대중화에 힘썼다. 1987년 유럽 챔피언십 대회가 창설되었으며, 1989년에는 세계 챔피언십 대회가 창설되었다. 특히 제1회 세계 챔피언십에는 여자 경기가 포함되어 있었는데, 그러나 1회 대회 이후 2000년 오스트리아 대회 때까지 여자 경기는 다시 제외되었다. 1999년 IOC 총회의 의결에 따라 2002년 솔트레이크시티 대회때부터 동계 올림픽 정식 종목으로 다시 채택되어 오늘날에 이르고 있다.

## 챔피언십 대회
- 동계 올림픽 봅슬레이
- 봅슬레이 월드컵
- FIBT 월드 챔피언십
- 동계 올림픽 스켈레톤
- 스켈레톤 월드컵